# Намби
Намби, Намбуй (монг. Намбуй?, ᠨᠠᠮᠪᠢ?, кит. 南必皇后) — одна из жён Хубилая, хана Монгольской Империи и основателя империи Юань, существовавшей на территории современного Китая. 
Согласно «Джами ат-таварих», Намби была дочерью Начин-гургэна и племянницей предыдущей супруги Хубилая Чаби. Отец Чаби, Алчи-нойон из рода унгират, был одним из сподвижников Чингисхана, а также братом его старшей жены Бортэ. В 1281 году Чаби умерла, и через год после её смерти Хубилай взял в жёны Намби. 
От Хубилая Намби родила сына по имени Темечи (Тэмэчи); на момент его рождения Хубилаю уже было больше семидесяти лет. После смерти Чаби Хубилай допускал к себе лишь очень ограниченный круг лиц, и его министрам приходилось подавать доклады и донесения хану через Намби. По сообщениям некоторых источников, в последние годы правления Хубилай даже разрешил Намби издавать важные указы от его имени, однако конкретные примеры, подтверждающие это, отсутствуют.

## Образ в кино
- 1964 — Доктор Кто — «Марко Поло» (1964, 1 классический сезон, 4 история). Режиссёр Варис Хуссейн. В роли жены Хубилая Намби — Клэр Дэвенпорт[англ.]